# Axiális kiralitás

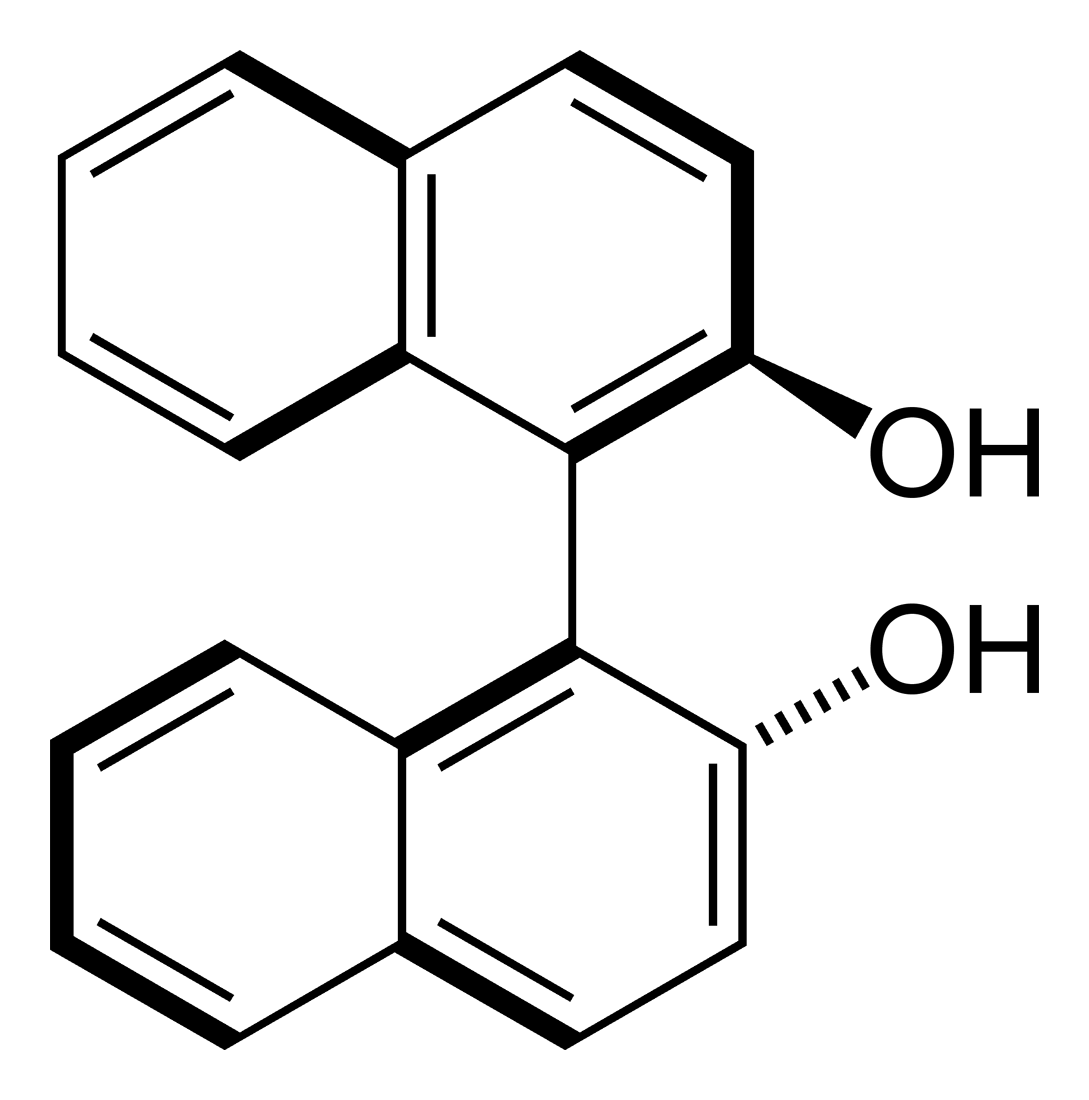
R-binol

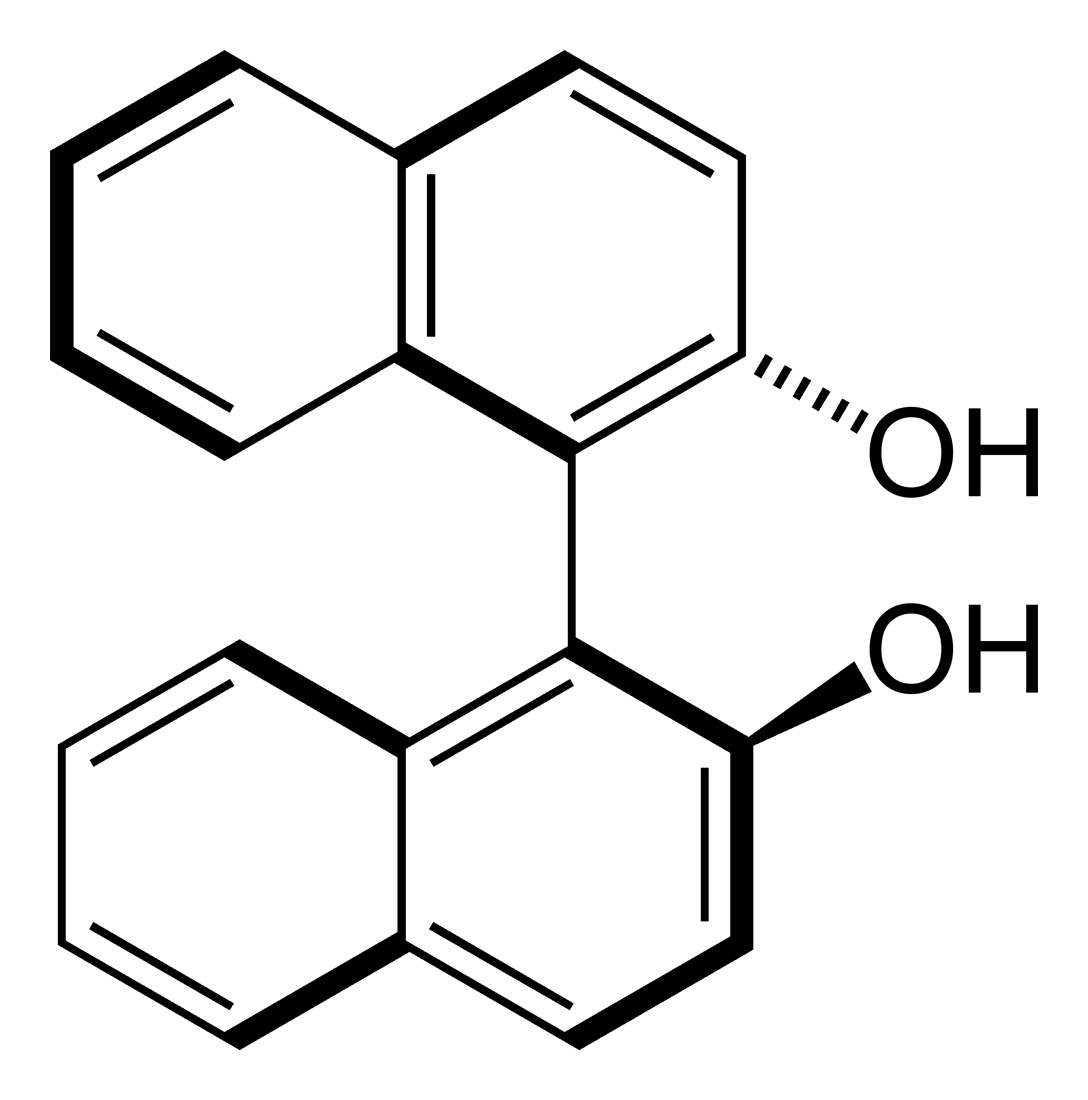
S-binol

Az axiális kiralitás a kiralitás egyik speciális formája. Az ilyen molekulának nincs sztereogén centruma (ami a kiralitás leggyakoribb formája a szerves vegyületek esetében), de rendelkezik egy kiralitástengellyel, amely körül a szubsztituensek úgy helyezkednek el a térben, hogy a molekula nem hozható fedésbe a tükörképével. Axiális kiralitás leggyakrabban a biarilok atropizomériájaként jelentkezik, ekkor az aril-aril kötés (bifenilek, binaftilok) körüli forgás gátolt, mint például az 1,1'-bi-2-naftol esetén, vagy egyes dihidroantracén vegyületeknél.
Egyes allénvegyületeknél is fellép axiális kiralitás. Az axiálisan királis vegyületek enantiomerjeinek sztereokémiai jelölése általában Ra és Sa, bár időnként a plusz (P) és mínusz (M) (vagy alternatívaként Δ / Λ) jelölést is használják. A P/M vagy Δ/Λ különösen olyan molekulák esetén használatos, melyek hélixre (csavarmenet) hasonlítanak, mint például a hexahelicén, amelynek jobbra csavarodó változatát P vagy Δ, a balra csavarodó hélixet pedig M vagy Λ enantiomerként jelölik.
Nevezik helicitásnak is, ami a helikális, propeller vagy csavar alakú molekulák kiralitását jelenti. A P (plusz) vagy Δ a jobbkezes hélix, míg az M (mínusz) vagy Λ a balkezes hélix.

## Fordítás
Ez a szócikk részben vagy egészben az Axial chirality című angol Wikipédia-szócikk ezen változatának fordításán alapul.  Az eredeti cikk szerkesztőit annak laptörténete sorolja fel. Ez a jelzés csupán a megfogalmazás eredetét és a szerzői jogokat jelzi, nem szolgál a cikkben szereplő információk forrásmegjelöléseként.